# Фрейд: Тайная страсть
«Фрейд: Тайная страсть» (англ. Freud, англ. Freud: The Secret Passion) — американская чёрно-белая псевдобиографическая драма режиссёра Джона Хьюстона о жизни австрийского психиатра Зигмунда Фрейда. Премьера фильма состоялась 12 декабря 1962 года.

## Сюжет
Картина описывает пять лет из жизни Зигмунда Фрейда, начиная с 1885 года. В это время многие из его коллег отказываются лечить истерических больных, потому как полагают, что те симулируют расстройство, чтобы привлечь к себе внимание. Однако Фрейд открывает, что гипноз может помочь отыскать причины психозов. Главная его пациентка — молодая Сесили Кортнер, которая отказывается пить воду и мучается от постоянных кошмаров.

## В ролях
- Монтгомери Клифт — Зигмунд Фрейд
- Сюзанна Йорк — Сесили Кортнер
- Ларри Паркс — доктор Йозеф Брейер
- Сьюзан Конер — Марта Фрейд
- Эйлин Херли — фрау Ида Кортнер
- Фернан Ледо — доктор Шарко
- Дэвид Маккаллум — Карл фон Шлоссен
- Розали Кратчли — фрау Фрейд
- Дэвид Коссофф — Якоб Фрейд
- Йозеф Фюрст — герр Якоб Кортнер
- Александер Манго — Бабинский
- Эрик Портман — доктор Теодор Мейнерт
- Виктор Бомон — доктор Губер
- Аллан Катбертсон — Вильки
- Мария Перши — Магда
- Мойра Редмонд — Нора Виммер

## Съёмочная группа
- Режиссёр-постановщик: Джон Хьюстон
- Сценаристы: Чарльз Кауфман, Вольфганг Райнхардт, Жан-Поль Сартр (нет в титрах)
- Продюсер: Вольфганг Райнхардт
- Оператор: Дуглас Слокомб
- Композитор: Джерри Голдсмит
- Монтажёр: Ральф Кемплен
- Художник-постановщик: Стивен Б. Граймз
- Художник по костюмам: Дорис Лэнгли Мур
- Гримёры: Роберт Дж. Шиффер, Раймунд Штангл
- Звукорежиссёры: Ренато Кадуэри, Бэзил Фентон Смит
- Текст читает: Джон Хьюстон (нет в титрах)

## Награды и номинации
- 1963 — Премия «Оскар»:[1]
  - номинация на лучший оригинальный саундтрек — Джерри Голдсмит
  - номинация на лучший оригинальный сценарий — Чарльз Кауфман и Вольфганг Райнхардт
- 1963 — «Золотой глобус»:[2]
  - номинация на лучший фильм (драма)
  - номинация на лучшую женскую роль (драма) — Сюзанна Йорк
  - номинация на лучшую режиссёрскую работу — Джон Хьюстон
  - номинация на лучшую женскую роль второго плана — Сьюзан Конер
- 1963 — Берлинский кинофестиваль: номинация на премию «Золотой медведь» — Джон Хьюстон[3]
- 1963 — Номинация на премию Гильдии режиссёров Америки за выдающийся режиссёрский вклад в кинематограф — Джон Хьюстон[4]
- 1963 — Номинация на премию Гильдии сценаристов США за лучшую американскую драму — Чарльз Кауфман и Вольфганг Райнхардт[5]

### Рецензии
- Review by Bosley Crowther
- Review by Norman N. Holland
- Review by Camus
- Review by Thomas Roland
- Freud – Das wird man ja wohl noch untersuchen dürfen
- CRITIQUE DE FILM
- La conocida virtud de Freud y Huston
- Review by Jennie Kermode
- Freud (1962)
- Review by Richard Brody
- A sincere and competent biopic on the early years of Dr. Sigmund Freud